# Augusto César Ferreira de Mesquita
Augusto César Ferreira de Mesquita (Lisboa, 6 de agosto de 1841 — Lisboa, 12 de fevereiro de 1912), 1.º conde de Mesquita, foi um técnico superior das alfândegas que se destacou como escritor de peças teatrais e jornalista e como político, tendo exercido as funções de deputado e par do reino.

## Biografia
Depois de ter frequentado o Colégio Militar e a Escola do Exército, decidiu abandonar a carreira militar no posto de alferes. Empregou-se na repartição industrial do Ministério das Obras Públicas, passando em 1865 para o serviço das alfândegas, no qual trabalhou até se aposentar como vogal do Conselho Geral das Alfândegas.
Paralelamente dedicou-se à escrita, destacando-se como autor de peças teatrais e como jornalista, sendo um dos principais colaboradores do Jornal da Noite.
Militante destacado do Partido Regenerador, nas eleições gerais de 1877 foi eleito deputado pelo círculo eleitoral de Moçambique. Nas eleições seguintes, em 1890 e 1894, foi eleito par do reino pelo círculo eleitoral de Angra do Heroísmo.
Por decreto do rei D. Carlos I de Portugal recebeu em 1901 o título de 1.º conde de Mesquita.